# Guraleus
Guraleus is een geslacht van weekdieren uit de klasse van de Gastropoda (slakken).

## Soorten
- Guraleus alucinans (G. B. Sowerby III, 1896)
- Guraleus amplexus (Gould, 1860)
- Guraleus anisus (Cotton, 1947)
- Guraleus asper Laseron, 1954
- Guraleus australis (Adams & Angas, 1864)
- Guraleus bordaensis Cotton, 1947
- Guraleus brazieri (Angas, 1871)
- Guraleus colmani Shuto, 1983
- Guraleus cuspis (G. B. Sowerby III, 1896)
- Guraleus delicatulus (Tenison-Woods, 1879)
- Guraleus deshayesii (Dunker, 1860)
- Guraleus diacritus Cotton, 1947
- Guraleus dubius Maxwell, 1992 †
- Guraleus fallaciosa (G. B. Sowerby III, 1896)
- Guraleus fascinus Hedley, 1922
- Guraleus flaccidus (Pritchard & Gatliff, 1899)
- Guraleus flavescens (Angas, 1877)
- Guraleus florus Cotton, 1947
- Guraleus fossa Laseron, 1954
- Guraleus halmahericus (Schepman, 1913)
- Guraleus himerodes (Melvill & Standen, 1896)
- Guraleus incrusta (Tenison-Woods, 1877)
- Guraleus jacksonensis (Angas, 1877)
- Guraleus kamakuranus (Pilsbry, 1904)
- Guraleus lallemantianus (Crosse & Fischer, 1865)
- Guraleus mitralis (Adams & Angas, 1864)
- Guraleus nanus Laseron, 1954
- Guraleus ornatus (G. B. Sowerby III, 1896)
- Guraleus pictus (A. Adams & Angas, 1864)
- Guraleus savuensis (Schepman, 1913)
- Guraleus tasmanicus (Tenison-Woods, 1876)
- Guraleus tasmantis Laseron, 1954
- Guraleus thornleyanus (Laseron, 1954)
- Guraleus verhoeffeni (Martens, 1904)
- Guraleus wilesianus Hedley, 1922